# Iulia (Tochter des Augustus)

Büste der Iulia

Iulia (* 39 v. Chr.; † 14 n. Chr.) war die Tochter des Augustus und dessen zweiter Frau Scribonia und damit Mitglied der Julisch-Claudischen Dynastie.

## Leben
Laut Cassius Dio soll Iulias Vater am Tag ihrer Geburt die Scheidung von ihrer Mutter erlangt haben, um Livia Drusilla zu heiraten. Da nach römischem Recht Kinder der patria potestas ihres Vaters (pater familias) unterstanden, blieb Iulia vermutlich bei Octavian, der seit 27 v. Chr. den Ehrennamen Augustus führte, und wurde von Livia in den Tugenden der römischen Frau erzogen.

### Spielball der väterlichen Politik
Als einziges leibliches Kind des Augustus wurde sie von diesem für seine dynastischen Pläne eingespannt und gezwungen, Ehen einzugehen, von denen sich ihr Vater einen politischen Nutzen versprach. Schon als Kleinkind wurde sie mit Marcus Antonius Antyllus, dem älteren Sohn des Marcus Antonius, des damaligen Bündnispartners ihres Vaters, und der Fulvia, verlobt. Nachdem die Allianz zwischen Antonius und Octavian zerbrochen war, wurde diese Verlobung gelöst. Antyllus stand im Bürgerkrieg auf der Seite seines Vaters und wurde von Augustus nach der Schlacht bei Actium 30 v. Chr. umgebracht.
Um die Nachfolge in der eigenen Familie zu sichern, verheiratete Augustus Iulia, kaum dass sie heiratsfähig geworden war, 25 v. Chr. mit dem siebzehnjährigen Sohn seiner Schwester Octavia, Marcus Claudius Marcellus. Nach Marcellus’ Tod zwei Jahre später verehelichte ihr Vater sie 21 v. Chr. mit dem nächsten Nachfolgekandidaten, seinem Freund und Kampfgefährten Marcus Vipsanius Agrippa, der sich zu diesem Zweck von Claudia Marcella, der Schwester des Marcellus, trennen musste. Mit ihm hatte sie fünf Kinder: Gaius Caesar, Lucius Caesar, Agrippina die Ältere (Vipsania Agrippina), Iulia und Agrippa Postumus, der erst 12 v. Chr. nach dem Tod seines Vaters geboren wurde. Die beiden älteren Söhne wurden 17 v. Chr. direkt nach Lucius’ Geburt von Augustus adoptiert. 16–13 v. Chr. begleitete Iulia Agrippa in die östlichen Provinzen. In Sestos wurde ihr eine Statue errichtet. Ihre Töchter wurden vermutlich in Agrippas Hauptquartier in Mytilene geboren. Nach einem Bericht von Nikolaos von Damaskus ertrank Iulia fast, als sie auf dem Weg zu Agrippas Lager bei Troja den Skamandros überquerte.
Da auch Agrippa vor Augustus starb, wurde Iulia sofort nach der Geburt von Agrippas postumem Sohn im Frühjahr 12 v. Chr. mit ihrem Stiefbruder Tiberius verheiratet, obwohl sie nach dem Dreikindrecht ihres Vaters als Mutter von fünf Kindern eigentlich frei von seiner patria potestas gewesen sein müsste. Tiberius musste sich dafür von ihrer Stieftochter Vipsania Agrippina scheiden lassen, die er sehr liebte und die sein zweites Kind erwartete. Die erzwungene Ehe wurde von beiden Partnern als Qual empfunden, obwohl Iulia, Sueton zufolge, schon als sie mit Agrippa verheiratet war, in Tiberius verliebt gewesen sein soll. Iulia begleitete Tiberius nach Illyrien, wo das einzige Kind dieser Ehe bald nach der Geburt starb. Obwohl Iulias Ehe mit Tiberius unglücklich war, erlaubte ihr Vater ihr keine Scheidung, wohl aus Sorge, dass sie wieder heiraten würde und ihr neuer Ehemann Machtansprüche stellen könnte.
Inschriften dieser Zeit preisen Iulia als neue Aphrodite.

### Affäre (2 v. Chr.)
Unglücklich in ihren erzwungenen Ehen und oft über Jahre allein führte Iulia ein Leben, das nicht zur konservativen Sittenpolitik ihres Vaters passte und Konflikte zwischen den beiden auslöste. 2 v. Chr. entdeckte Augustus angeblich überrascht ihren unsittlichen Lebenswandel. Laut Plinius wurde sie angeklagt, mit ihren Liebhabern den Vatermord geplant zu haben, und von ihrem Vater auf die Insel Pandateria verbannt, wo sie nach seinem Befehl unter strengster Askese zu leben hatte. Ihre Mutter begleitete sie ins Exil. Ihre Ehe mit Tiberius, der vergeblich versuchte, sich für sie einzusetzen, löste Augustus durch einen im Namen seines Schwieger- und Stiefsohns verfassten Brief auf. Verschiedene Männer wurden des Ehebruchs mit Iulia und des Verrats angeklagt und ebenfalls verbannt. Ihr prominentester Liebhaber, Iullus Antonius, der jüngere Sohn von Marcus Antonius und Fulvia, wurde entweder hingerichtet oder zum Selbstmord gezwungen. Ebenfalls in den Skandal verwickelt waren Vertreter wichtiger Senatorenfamilien der Republik, darunter Titus Quinctius Crispinus, ein Scipio, ein Sempronius Gracchus und ein Appius Claudius.
Diese Affäre fiel in die Zeit, als Iulias dritter Ehemann Tiberius während seines politischen Exils auf Rhodos lebte, wohin er sich laut Tacitus begeben hatte, um Iulias Missachtung zu entgehen. Die genauen Hintergründe sind nicht bekannt. Historiker, die Iulias sexuelle Eskapaden – unter anderem, wie Seneca behauptet, Orgien und Prostitution auf den Rostra – als den wichtigsten Anklagepunkt ansehen, vermuten, dass Augustus die seinen strengen Moralgesetzen (lex Iulia de adulteriis coërcendis) zuwiderlaufenden außerehelichen Beziehungen seiner Tochter als Gefahr für die Reputation ihrer eigenen Söhne, der von ihm adoptierten Thronfolger, und damit für Augustus’ gesamtes politisches System ansah. Ähnlich deutet Ulrich Schmitzer die Marsyas-Statue, den von Seneca erwähnten Treffpunkt von Iulia und ihren Liebhabern, als ein Symbol für die alten republikanischen Freiheiten auf dem Forum Romanum und damit in Iulias öffentlicher Zurschaustellung sexueller Freizügigkeit eine Provokation gegen Augustus’ Moralgesetze. Andere Historiker vermuten eher einen politischen Hintergrund und halten die Berichte von Iulias ausschweifendem Sexualleben wenigstens teilweise für Verleumdung. Sie nehmen an, dass Iulias angebliche Liebhaber einer Gruppe angehörten, die Tiberius als Augustus’ Nachfolgekandidat durch Iullus Antonius ersetzen wollte. Das würde den von Tacitus überlieferten, von Gracchus geschriebenen Brief erklären, der Augustus bat, Iulia zu erlauben, sich von Tiberius scheiden zu lassen.

### Exil und Tod
Während Iulias Exil starben ihre beiden älteren Söhne, Augustus’ Erben. Nach einigen Jahren durfte Iulia Pandateria verlassen und sich in Rhegium niederlassen. Nach Augustus’ Tod blieb sie vom Erbe ausgeschlossen, was dafür spricht, dass ihr Vater sie enterbt hatte. Tiberius isolierte sie völlig und verweigerte ihr jedes Einkommen. Iulia verhungerte wenig später im Exil. Sempronius Gracchus, der 1 v. Chr. auf die Insel Cercina verbannt worden war, wurde hingerichtet. Auch ihre Tochter Iulia und ihr jüngster Sohn Agrippa Postumus wurden wegen ihres angeblich unsittlichen Lebensstils aus Rom verbannt, Agrippa kurz nach Augustus’ Tod ermordet. Laut Sueton bezeichnete Augustus seine Tochter und ihre beiden letztgenannten Kinder als „Eiterbeulen“ und „Krebsgeschwüre“.

### Nachruf
Iulia galt als schön, klug, gebildet, einerseits von sanfter Wesensart, auf der anderen Seite aber auch scharfzüngig. Beim Volk war sie wegen ihrer Freundlichkeit beliebt.
Alle antiken Schriftsteller charakterisieren Iulia als sehr leichtlebig. Sie soll sich freizügig und luxuriös gekleidet und mehr Wein getrunken haben, als es damals für eine Frau im alten Rom als schicklich galt, und zahlreiche Liebhaber gehabt haben. Die älteste Quelle, Velleius Paterculus, ein Anhänger des Tiberius, nennt neben den oben erwähnten fünf adligen Liebhabern „Männer aller Stände“. Die späteren Schriftsteller steigerten diese Zahl. Tacitus sagte Iulia diverse Liebschaften bereits während ihrer Ehe mit dem 25 Jahre älteren Agrippa nach. Als sie einmal gefragt worden sein soll, wie sie es schaffe, dass alle ihre fünf Kinder ihrem Ehemann glichen, soll sie erwidert haben: „Ich nehme einen Gast nur dann auf, wenn das Schiff beladen ist!“ Sie soll sogar bei Nacht auf den Rostra Trinkgelage gehalten und sich – laut Seneca – prostituiert haben.